# Quatember
Quatember-Tage (von lat. ieiunia quattuor temporum „Fasten der vier [Jahres]zeiten“) werden vier ausgezeichnete Bußtage im Kirchenjahr der römisch-katholischen Kirche bezeichnet. Ihre Terminierung fällt ungefähr mit dem Beginn der vier Jahreszeiten zusammen. Sinn der Quatember-Tage war ursprünglich, durch Fasten, Abstinenz, Gebet und Almosengeben Gott für die Gaben der Schöpfung zu danken, die Menschen daran zu erinnern, sie maßvoll zu gebrauchen und sich auch der Bedürftigen anzunehmen.

## Geschichte der Quatember-Tage
Papst Gregor VII. (1073–1085) führte die Quatembertage in den Kalender der Weltkirche ein und legte sie auf den Mittwoch, Freitag und Samstag nach dem Fest der hl. Luzia am 13. Dezember, nach Aschermittwoch, nach Pfingsten und nach dem Fest der Kreuzerhöhung am 14. September fest. Aufgrund dieser zeitlichen Festlegung entstand der Merkvers: „Nach Asche, Pfingsten, Kreuz, Luzei gedenke, dass Quatember sei.“ Ursprungsort der Quatembertage ist Rom, wo sie vermutlich Calixtus I. († 222) einführte und wo seit dem Pontifikat Gelasius’ I. am Ende der Quatemberwochen das Weihesakrament gespendet wird (vgl. CIC c. 1006 § 2 von 1917). Bereits zur Amtszeit Leos I. waren die Quatember in Rom fest etabliert; von ihm sind etliche Quatemberpredigten überliefert. Die liturgische Feier der Quatember endete in der Regel mit der Feier einer Vigil (Quatembervigil) am Quatembersamstag mit mehreren längeren Schriftlesungen.
Seit der Synode von Seligenstadt im Jahre 1028 waren die Quatembertage Fast- und Abstinenztage. Eine Brevierreform Papst Johannes’ XXIII. verschob den Septemberquatember auf den Mittwoch nach dem 17. September anstelle des Mittwochs nach dem Fest der Kreuzerhöhung, (gefolgt vom Freitag und Samstag darauf); in dieser Ordnung wurden sie bis zur Liturgiereform gefeiert. Die Liturgiereform in der Folge des Zweiten Vatikanischen Konzils behielt die Quatember bei, überließ ihre nähere Terminierung und Ausgestaltung allerdings den einzelnen Bischofskonferenzen. Die Deutsche Bischofskonferenz beschloss 1972, die Quatember im deutschen Regionalkalender künftig auf die folgenden Termine zu legen: in der ersten Fastenwoche (Frühlingsquatember), in der Woche vor Pfingsten (Sommerquatember), in der ersten Oktoberwoche (Herbstquatember) und in der ersten Adventswoche (Winterquatember). Im liturgischen Kalender der außerordentlichen Form des römischen Ritus blieben die Quatember an den ursprünglichen Terminen.
| Quatember | Traditionell | Deutschland |
| --------- | ------------ | ----------- |
| Frühling  | KW 07–11     | KW 07–11    |
| Sommer    | KW 20–24     | KW 19–23    |
| Herbst    | KW 38        | KW 40/41    |
| Winter    | KW 51 (50)   | KW 49 (48)  |

Die Quatembertage Mittwoch, Freitag und Samstag haben eigene Messformulare; sie weisen eine Reihe von Besonderheiten auf, z. B. in Bezug auf die Auswahl und die Anzahl der Perikopen.
Mittlerweile gelten die Quatember nicht mehr als gebotene Fasttage, sondern sollen der geistlichen Erneuerung der Gemeinden dienen. Dabei soll in den Gemeinden vor allem für geistliche Berufe gebetet und auch die entsprechenden geistlichen Anliegen der katholischen Hilfswerke in die Fürbitten einbezogen werden.

## Bauernregeln
- „Wo der Wind Quatember herkummt, blifft he en Veddeljohr stahn“ („Wo der Wind zu Quatember herkommt, da bleibt er ein Vierteljahr lang stehen“)
- „Quatember im November gibt Schnee zum Weihnachtsreh“